# بلسم شعر

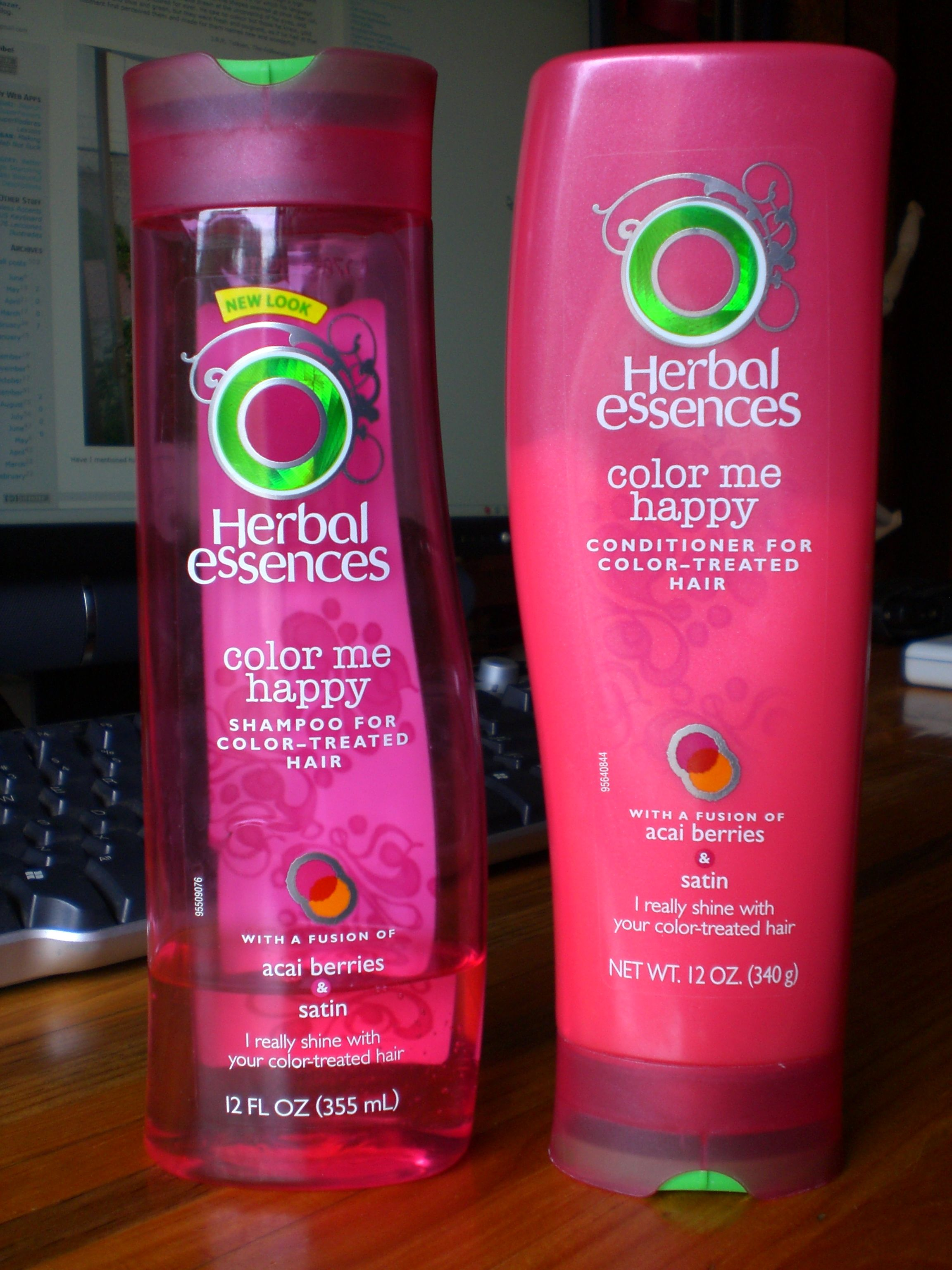
زجاجة بلسم للشعر (اليمين)

بلسم الشعر هو منتج للعناية بالشعر يغير ملمس الشعر ومظهره. عادة ما يكون بلسم الشعر سائل لزج، ويتم استخدامه عن طريق وضعه على الشعر وتدليك الشعر به. عادة ما يُستخدم بلسم الشعر بعد غسيل الشعر بالشامبو. قد يحتوي البلسم ضمن مكوناته على مرطبات، وزيوت، وواقيات من الشمس.

## التاريخ
استُخدمت الزيوت الطبيعية لترطيب شعر البشر على مدى قرون. شاع استخدام زيت الماكاسر لترطيب الشعر بين الرجال والنساء في العصر الفيكتوري. ولكن كان هذا المنتج دهني بدرجة كبيرة، لذا ثبت الناس قطعة قماش صغيرة، تُدعى مضاد الماكاسر أو واق الماكاسر، بدبوس على الكراسي للحفاظ على أقمشة الكراسي من التلف الذي قد يلحق بها من الزيت.